# 스콧 계략
집합론에서 스콧 계략(-計略, 영어: Scott’s trick)은 집합에 대하여 정의된 개념을 모임 위로 확장하는 방법이다. 필요한 경우에, 모임이 집합이 되도록 크기를 줄이는 것을 골자로 한다. 정칙성 공리를 사용하며, 선택 공리는 필요로 하지 않는다.

## 정의
체르멜로-프렝켈 집합론을 가정하자. 모임 {\displaystyle X}에 대하여,
{\displaystyle {\hat {X}}=\{A\in X|\forall B\in X\colon \operatorname {rank} A\leq \operatorname {rank} B\}\subseteq X}
가 {\displaystyle X}의 원소 가운데 폰 노이만 전체에서의 계수가 최소인 것들의 모임이라고 하자.:65 이러한 최소의 계수가 {\displaystyle \alpha }라고 할 때, {\displaystyle {\hat {X}}}는 집합 {\displaystyle V_{\alpha +1}}의 부분 모임이다. 즉, {\displaystyle {\hat {X}}}는 집합이다. {\displaystyle {\hat {X}}=\varnothing }일 필요충분조건은 {\displaystyle X=\varnothing }이다. 이를 스콧 계략이라고 한다.

## 예

### 동치류
모임 위에 동치 관계가 주어졌을 때, 동치류는 고유 모임일 수 있으므로, 동치류들의 모임을 정의할 수 없다. 그러나 동치류들에 스콧 계략을 가하여 만든 집합들은 동치류들과 일대일 대응하므로, 이 집합들로 구성된 모임을 동치류들의 모임으로 여길 수 있다.
특히, 선택 공리 없이도 기수나 동형류를 집합으로서 정의할 수 있다.

### 정초 관계
모임 위에 이항 관계가 주어졌을 때, 공집합이 아닌 모든 부분 집합이 극소 원소를 갖는다는 사실은 공집합이 아닌 모든 부분 모임이 극소 원소를 갖는다는 사실을 함의한다. 이에 대한 증명은 스콧 계략을 사용한다. 구체적으로, 이 증명은 모임 {\displaystyle X} 위의 이항 관계 {\displaystyle R\subseteq X\times X}의 왼쪽 성분들의 모임
{\displaystyle \{A\in X|\exists B\in Y\colon (A,B)\in R\}\qquad (Y\subseteq X)}
에 대하여 스콧 계략을 가한다.

## 역사
데이나 스콧이 1955년 7월 18일 브리티시컬럼비아 대학교 밴쿠버 캠퍼스에서 열린 제515회 미국 수학회 회의에서 소개하였다.:442, 626t

## 참고 문헌
1. ↑  Jech, Thomas (2003). 《Set theory》. Springer Monographs in Mathematics (영어) 3판. Berlin: Springer. doi:10.1007/3-540-44761-X. ISBN 978-3-540-44085-7. ISSN 1439-7382. MR 1940513. Zbl 1007.03002. IA settheory0000jech_f7i4.
2. ↑  Klee Jr., V. L. (1955). “The June meeting in Vancouver”. 《Bulletin of the American Mathematical Society》 (영어) 61 (5): 433–444. ISSN 0002-9904. MR 1565713.